# My Love from the Star
My Love from the Star (Hangul: 별에서 온 그대 Byeoreseo on geudae; letterlijk: 'Jij die van de Sterren kwam') is een Zuid-Koreaans televisiedrama over een buitenaards wezen (Do Min-joon, gespeeld door Kim Soo-hyun) dat op de Aarde landde tijdens de Joseon-dynastie en, 400 jaar later, verliefd wordt op een topactrice (Cheon Song-yi, gespeeld door Jun Ji-hyun) in de moderne tijd.

## Geschiedenis
De televisieserie werd uitgezonden op SBS van 18 december 2013 tot 27 februari 2014 in 21 afleveringen; het productiebedrijf verlengde de 20 afleveringen durende serie met één aflevering vanwege de hoge kijkcijfers.
Hoofdrolspeelster Jun Ji-hyun won de Daesang (Grote Prijs), de grootste prijs van de televisie, tijdens de Baeksang Arts Awards en de SBS Drama Awards, en de andere hoofdrolspeler Kim Soo-hyun bij de Korea Drama Awards.